# アジム・イサベコフ
アジム・イサベコフ（キルギス語: Азимбек Бейшембаевич Исабеков、Azim Isabekov、1960年4月4日 - ）は、キルギス共和国の政治家。元首相。キルギス人。キルギス・ソビエト社会主義共和国アラメジンスキー地区（現チュイ州・アラメジン地区）アラシャン村出身。

## 経歴一覧
- 1967年～1977年 - ストレリニコフ名称中学校で学ぶ。
- 1978年～1986年 - 財政・金融専攻、通信教育でキルギス国立大学経済学部を卒業
- 1978年～1980年 - ソ連軍に勤務
- 1980年～1981年 - ストレニコフ名称ゴスプレムザヴォードの3級修理工
- 1981年～1984年 - 衛生・防疫局「キルギジヤ」調整官
- 1984年～1986年 - フルンゼ市内務局職員
- 1986年～1987年 - フルンゼ農業専門学校コムソモール委員会書記
- 1987年～1988年 - コムソモール・カンツキー地区委員会組織業務課主任
- 1988年～1989年 - アラメディンスキー地区執行委員会監察官
- 1989年 - アラメディンスキー地区執行委員会社会・経済発展課主任
- 1989年～1991年 - 共産党書記、「タシュ・モイノク」ソフホーズ大衆業務組織局副局長
- 1991年11月～12月 - キルギス金融取引所執行役員
- 1991年～1992年 - 「ウイントゥマク」社長
- 1992年～1993年 - アラムドゥンスキー地区国家行政府官房長/副長官
- 1993年～1994年 - 「タシュ・モイノク」協会会長
- 1994年～1996年 - 株式会社「アク・ベルメト」社長
- 1996年～1997年 - チュイ州国家行政府地方自治機関業務課主任
- 1997年～1999年 - チュイ州国家行政府組織業務課主任、官房長
- 1999年～2001年 - チュイ州国家行政府副長官
- 2001年～2002年 - 首相官房地方国家行政府・地方自治機関組織・人事業務課主任
- 2002年～2004年 - 財務省附属国家経済発展基金総裁
- 2004年 - ソクルクスキー地区税務検査局長

2005年3月～9月、首相官房長。2005年10月、大統領顧問。2005年11月～2006年5月、大統領府第一副長官/組織業務・政策課主任。
2006年5月から農業・水利・加工産業相代行、同年6月26日から農業・水利・加工産業相。
2007年1月29日、ジョゴルク・ケネシ (キルギス議会) において首相として承認。同年3月29日、イサベコフ内閣は総辞職した。

## パーソナル
妻帯、4児を有する。趣味は乗馬。